# 데마치야나기역
데마치야나기역(일본어: 出町柳駅)은 일본 교토부 교토시 사쿄구에 위치한 게이한 전기 철도・에이잔 전철의 철도역이다. 역 번호는 게이한 전기철도가 KH42, 에이잔 전철이 E01이다.
"데마치야나기"로 가모가와강 좌안(동쪽)의 당역 주변 지명이 정착되고 있으나 원래는 데마치와 야나기라는 두 개의 지명에 맞춘 역명이다. 데마치는 가모가와강 우안(서쪽, 사쿄 구 측)의 가와라마치이마데가와 부근 일대를 가리키는 속칭으로, 그 것은 가모가와강 좌안(동쪽, 사쿄 구 측)의 당역 주변의 글씨이다.

## 이용 가능 철도 노선
- 에이잔 전철
  - 에이잔 전철 (역 번호: E01)
- 게이한 전기철도
  - 오토 선 (역 번호: KH42)

## 역사
에이잔 전철 역 개통 시점부터 1976년 3월 31일까지는 교토 시덴 이마데가와 선 가모오하시 역이 역전의 이마데가와도리에 존재하고 접속한 노선이었다. 이마데가와 선이 없어진 뒤 게이한 오토 선 개통까지 13여년간은 다른 철도와 접속하지 않는 고립된 노선이었다.
- 1925년 9월 27일: 교토 전등이 경영하는 에이잔 전철 평탄선의 역으로 데마치야나기 역 개업.
- 1934년 9월 21일: 무로토 태풍이 내습, 역명 "데마치야나기"의 어원이 된 버드나무 거목이 쓰러지면서, 복구 공사로 철거됨[2].
- 1935년 6월 29일: "가모 강 수해"로 역이 침수되고, 다음 날인 30일 오전 10시부터 운행 재개[3].
- 1942년 3월 2일: 교토 전등이 철도 사업을 게이후쿠 전기철도에 양도. 게이후쿠 전기철도 에이잔 본선의 역이 됨.
- 1986년 4월 1일: 게이후쿠 전기철도가 에이잔 전철에 철도 사업 양도. 에이잔 전철의 역이 됨.
- 1989년 10월 5일: 게이한 전기철도 오토 선의 개통으로 오토 선의 데마치야나기 역 개업.
- 1993년 6월 24일: "게이한 데마치야나기 빌딩" 준공, 빌딩 내에 에이잔 전철 본사가 들어가게 됨[4](2014년까지).
- 2006년
  - 3월 24일: 게이한 역 구내 리뉴얼.
  - 3월 29일: 게이한 역 구내에 "게이한 인포 스테이션" 설치.
- 2007년 7월 9일: 게이한 역에 자동 정기 승차권 발행기의 도입에 따라 정기권 매장 폐지[5].
- 2010년 3월 23일: 에이잔 전철의 역에 대합실 개장.
- 2012년 12월 28일: 게이한 역 승강장 계단 입구에 방화 방염 셔터 설치[6].
- 2013년 12월 26일: 게이한 역의 시각 장애자용 유도 방울을 음성 안내로 갱신함[7].
- 2014년
  - 4월 10일: 유료 주차장 "에코 스테이션 21 데마치야나기도리 모퉁이"의 사용 개시.
  - 6월 26일: 게이한 역 승강장에 이상 통보 장치 설치 및 사용 개시.
- 2015년 1월 9일 ~ 1월 23일: 게이한 역 승강장 층 ~ 대합실 간 엘리베이터 갱신 공사로 사용 정지[8].
- 2016년 3월 19일: 이 날의 다이아 개정에서도 중일 운용하던 나카노시마 ~ 데마치야나기 역간 보통 열차 운용이 히라카타시 역까지로 줄고, 낮에는 준급만 정차하는 역이 됨. 이로써, 히라카타시 ~ 데마치야나기 역 구간 준급과 특급 밖에 운용되지 못함.
- 2017년
  - 3월 24일: 에이잔 전철 역 구내 화장실의 리뉴얼 공사 완공, 사용 개시.
  - 3월 25일: 게이한 역 구내 화장실의 리뉴얼 공사 완공, 사용 개시[9].
  - 7월 3일: 게이한 역 구내 정기권 매장 개장[10].

## 역 구조
역사는 1993년 6월 24일에 준공된 "게이한 데마치야나기 빌딩"은, 과거에 에이잔 전철 본사도 본 빌딩 내에에 속했다(2014년 현재 위치의 슈가쿠인 역으로 이전). 지상에 있는 에이잔 전철 역과 지하의 게이한 전기철도의 주 출입구는 일체가 되는 구조이다.
역 시설로는 지상 1층에 에이잔 전철의 승강장 및 역 시설과 게이한 입구, 버스 터미널 지하 1층에 게이한의 대합실, 지하 2층에 게이한의 승강장이 있다.

### 게이한 전기철도
섬식 승강장 1면 2선의 지하역이다. 승강장은 10량 편성분의 길이가 있지만, 오사카 방향의 약 2량분은 사용되지 않고, 선로 사이는 벽이 되는 이마데가와구치로 연결되는 통로이다. 그래서, 이마데 가와구치에서 승강장까지의 동선 거리가 길다.
개찰구는 북쪽에 "에이덴구치"로 남쪽의 "이마데가와구치"가 있다. 가모 강에 빼내는 빗물용 하수 열차가 이마데가와도리 밑을 지나 있어 에이덴구치 측과 이마데가와구치 측은 개찰 외의 대합실로 연결되지 않는다. 쌍방의 개찰구 간은 승강장 또는 지상을 경유해서 오갈 수 있다.
에이덴구치는 에이덴 역사 내와 그 주변 및 이마데가와도리 북쪽으로 이어지고 있다. 에이덴 역사 내에서 대합실 층으로 내려간 지점과 개찰구는 떨어져 있고 하행 하단의 에스컬레이터는 긴 에스컬레이터로 연결되며, 하행 끝이 그대로 무빙 워크가 있어 개찰구 근처까지 이어지고 있다.
이마데가와구치는 이마데가와도리 남쪽 출입구로 이어지고 있다. 이마데가와도리를 경유하는 니시 행 버스 정류장과 가깝다. 이용 시간은 7:00에서 21:00까지이다.
이마데가와도리와 가와바타도리 사거리 모퉁이의 4개소의 출입구 중 남쪽의 2개소는 이마데가와구치, 북쪽 2곳은 에이덴구치의 개표 대합실로 이어지고 있다.
도로에서 거의 평면의 에이잔 전철 역 내에서 에이단구치 대합실로 연결되는 통로와 에이단구치 대합실에서 승강장에는 엘리베이터가 설치되어 휠체어 등의 이동이 가능하다.
본 역은 출발역이어서 이전에는 독자적인 발차 멜로디가 송출되었고 특급과 K특급의 경우에는 "우약환"의 어레인지 곡이었다. 2007년 6월 17일부터는 무카이야 미노루 작곡에 의한 발차 멜로디가 도입되었다. K특급의 발차 시에는 "데마치야나기에서"가 사용되었지만 2008년 10월의 다이아 개정으로 K특급의 설정이 폐지되면서 동시에 사용 종료되었다. 그러나, 2009년 12월 임시 쾌속 특급(나카노시마 행) 운전 시에 사용되었다. 2016년 3월 19일의 다이아 개정에서는 교바시 ~ 시치조 역 구간의 직행 열차(쾌속특급)가 다시 설정되고 "데마치야나기에서"의 멜로디도 부활했지만 2017년 8월 5일 무카이야 미노루 작곡의 쾌속 특급용 멜로디가 도입되고 다시 사용 종료되었다.
교토의 종단역이어서 열차로 "교토 데마치야나기 역"으로 행선지를 안내하는 것이 있었지만 2003년 가을의 다이아 개정 이후에는 안 쓰이게 되었고, 전광판에 대해서는 2017년 7월부터 "[교토]데마치야나기"라고 표시하게 되었다.
역 승강장의 색깔은 연두색이다.

#### 승강장
| 번호 | 노선                   | 행선                                                         |
| ---- | ---------------------- | ------------------------------------------------------------ |
| 1・2 | ■ 오토 선・게이한 본선 | 주쇼지마・히라카타시・교바시・요도야바시・나카노시마 선 방면 |

### 에이잔 전철
두단식 승강장 4면 3선의 지상역이다. 개찰은 1곳으로 역무원 배치역이면서 자동 개찰기도 설치되어 있다. 역사(게이한 데마치야나기 빌딩) 2층 부분에는 TSUTAYA 데마치야나기 역점이 있다. 이전까지는 에이잔 전철에 일괄 임대되어 있어서 에이잔 전철 본사가 프랜차이즈 영업을 했던 것으로, 그 당시에는 이름이 "에이잔 데마치야나기점"이었다. 1층에는 교토 버스 터미널에 접한 쪽에 롯데리아가 있고, 이전에는 구내 1번 선 승강장 측에서도 이용할 수 있는 구조였다. 2009년 12월 말에는 역 리모델링 공사에 의해서, 역 승강장과 개찰 외의 사이의 벽이 유리로, 개찰 외에서도 열차를 볼 수 있게 되었다.
게이한 역 출입구는 메인의 것이 에이덴의 개찰구 앞에 있는데 상하 높이를 갖추고 있으며, 엘리베이터는 남서쪽 모퉁이 근처에 있다. 역전 도로에서 구내는 극히 완만한 슬로프로 되어 있고, 그 앞의 승강장까지는 평면이므로 휠체어 등의 이동은 쉽다.
원래 역사는 불당 형식의 역사적 건축물이다. 게이한 오토 선 개통 시에 건설된 신역사에 숨겨져 표에서는 사라졌지만 승강장의 뒤쪽부터는 구역사를 볼 수 있다.
1번 승강장은 1량만 2,3번 승강장은 2량 편성의 정차가 가능하다. 과거에는 1번 선도 2량분의 길이가 있었지만아 야세히에이잔구치 행이 거의 단독 운전이 되면서, 1량분이 채워지고 통로가 되었다. 또, 1번 승강장은 연장되었고 화장실의 통로가 되었으며 승강장의 장치장은 완전히 정비되지 않았다.
구라마 불꽃 축제 개최 시에는 철도의 수송력이나 구라마 마을에의 수용에 한계가 있어 입장 제한이 열린다. 그 때문에 발생하는 행렬은 게이한 데마치야나기 역의 지하 계단 아래까지 길게 늘어난다.

#### 승강장
| 1    | ■ 에이잔 본선      | 야세히에이잔구치 방면             | (단식) |
| ※    | (1,2번 선 하차 홈) | (1,2번 선 하차 홈)                | (섬식) |
| 2・3 | ■ 구라마 선 직통   | 이치하라・기부네구치・구라마 방면 | (섬식) |
| ※    | (3번 선 하차 홈)   | (3번 선 하차 홈)                  | (단식) |

## 이용 현황
- 게이한 전기철도 - 2009년 11월 10일 승하차 인원은 34,545명이다[14].

최근 1일 이용객 수의 추이는 아래와 같다.
| 연도   | 에이잔 전철 | 에이잔 전철 | 게이한 전기철도 | 게이한 전기철도 |
| 연도   | 승하차 인원 | 승차 인원   | 승하차 인원     | 승차 인원       |
| ------ | ----------- | ----------- | --------------- | --------------- |
| 2007년 | 13,422      | 9,008       | 39,595          | 18,585          |
| 2008년 | 13,781      | 9,359       | 39,342          | 19,559          |
| 2009년 | 13,416      | 9,121       | 39,833          | 19,822          |
| 2010년 | 13,742      | 9,375       | 39,474          | 19,721          |
| 2011년 | 13,967      | 7,074       | 39,186          | 19,281          |
| 2012년 | 14,128      | 7,225       | 39,461          | 19,784          |
| 2013년 | 14,162      | 7,304       | 41,545          | 21,375          |
| 2014년 | 14,384      | 7,249       | 42,934          | 22,164          |
| 2015년 | 15,074      | 7,642       | 45,314          | 22,869          |

## 역 주변
- 교토 대학 요시다 캠퍼스
- 교토 정보 대학원 대학
- 요시다 신사
- 도시샤 대학 ・도시샤 여자 대학 이마데가와 캠퍼스

## 사진

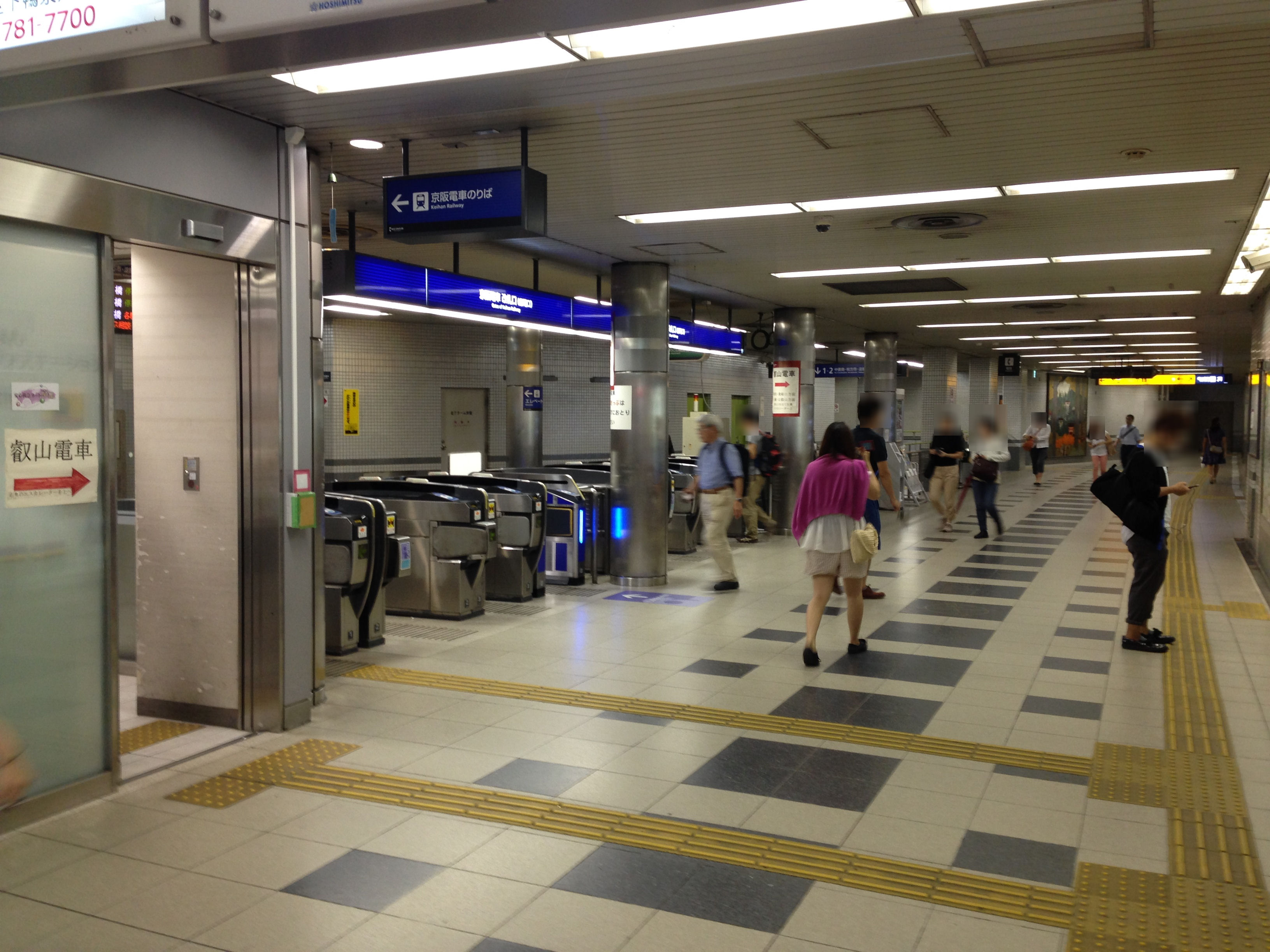
게이한 에이덴구치 개찰구
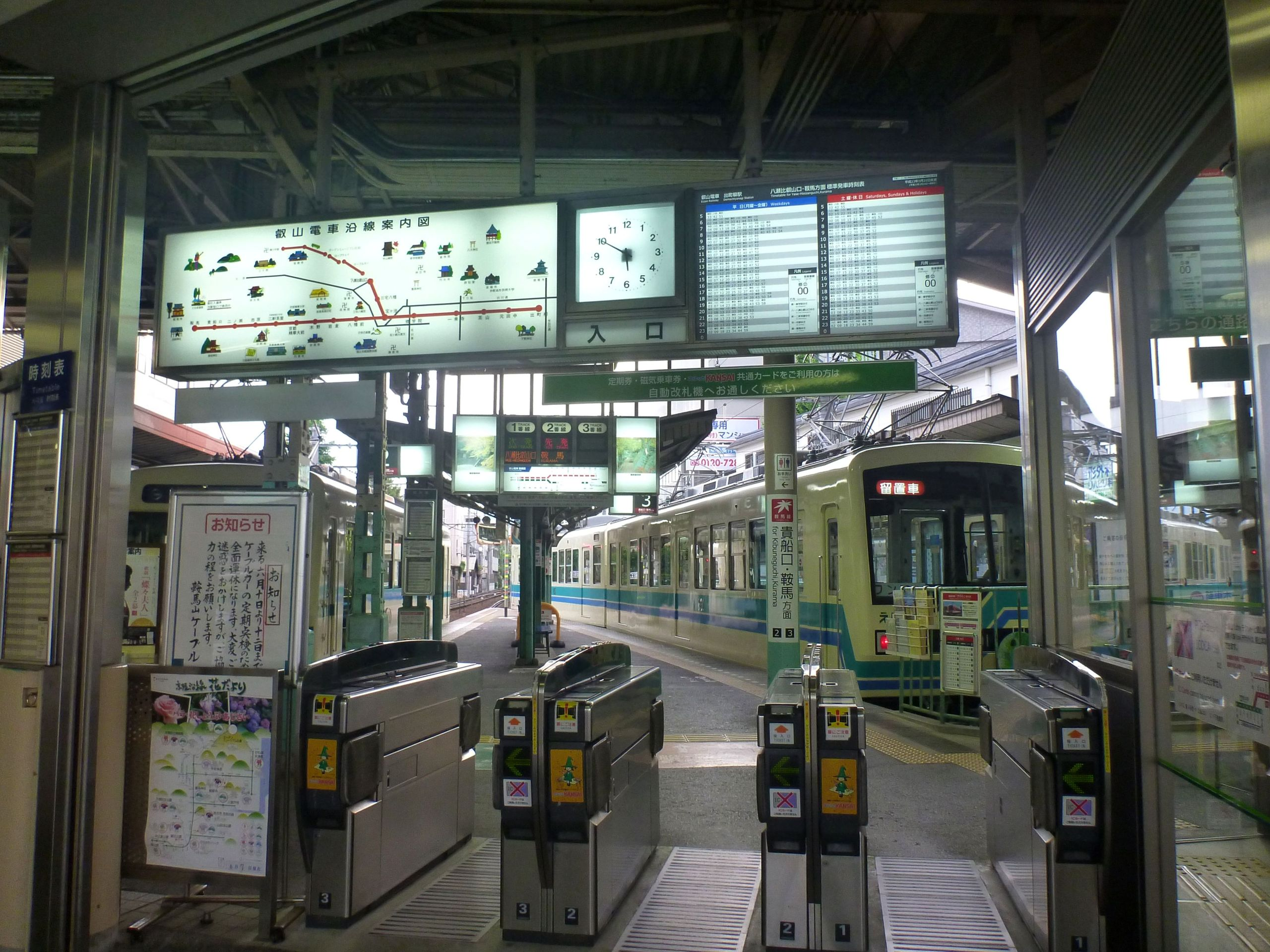
에이잔 개찰구
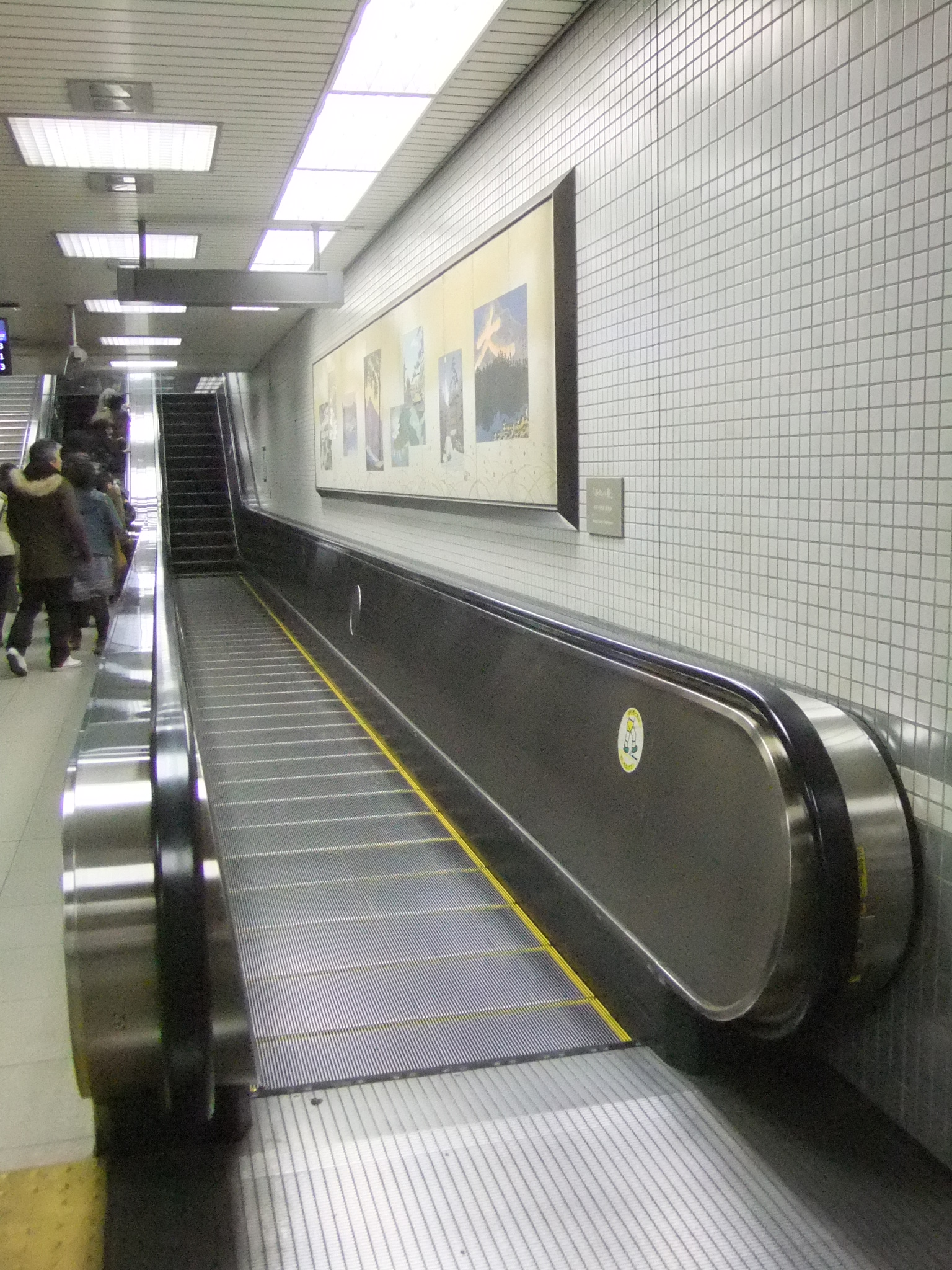
환승통로 무빙워크
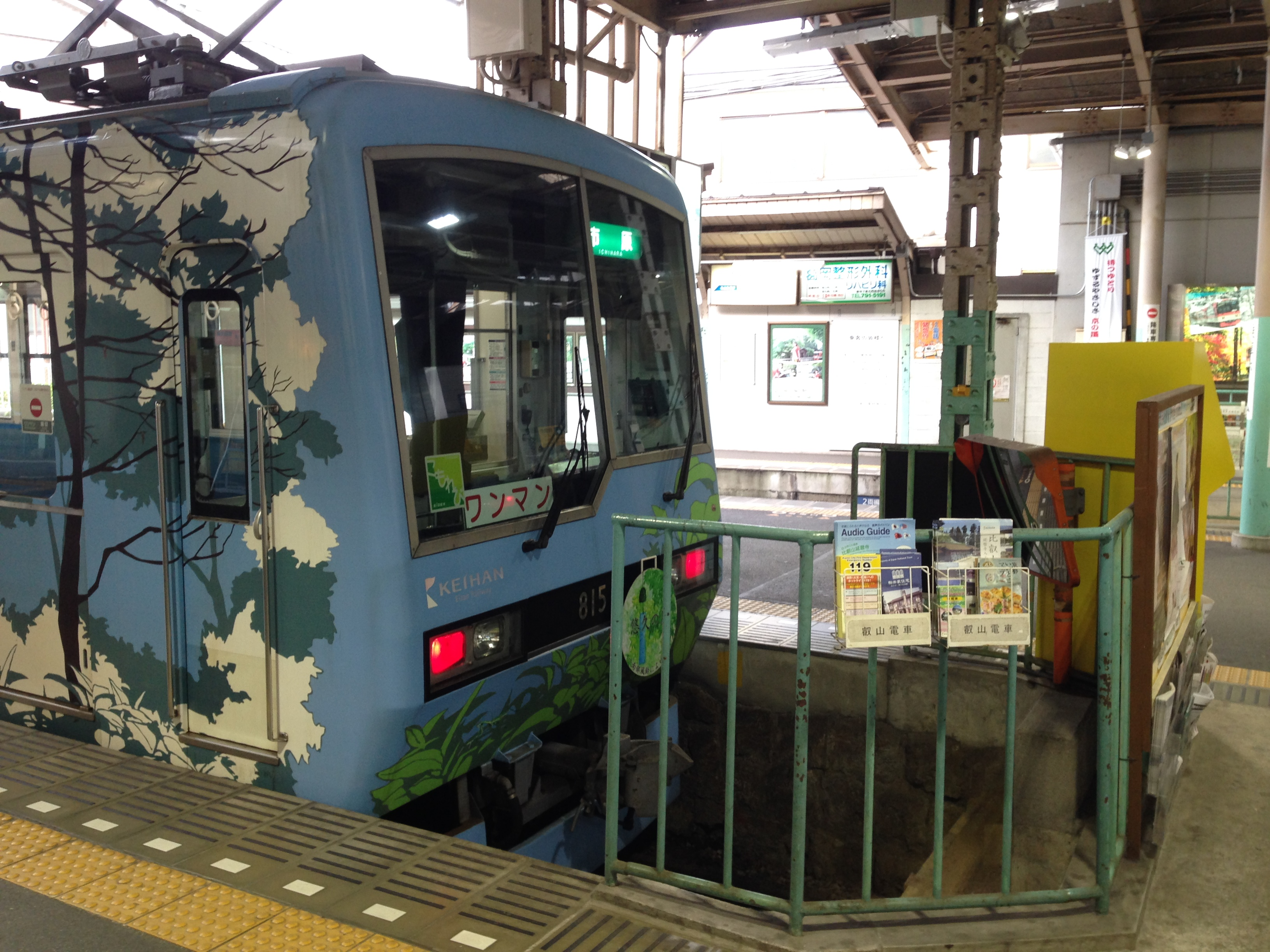
에이잔 2번 플랫폼에 정차 중인 Deo 815 차량
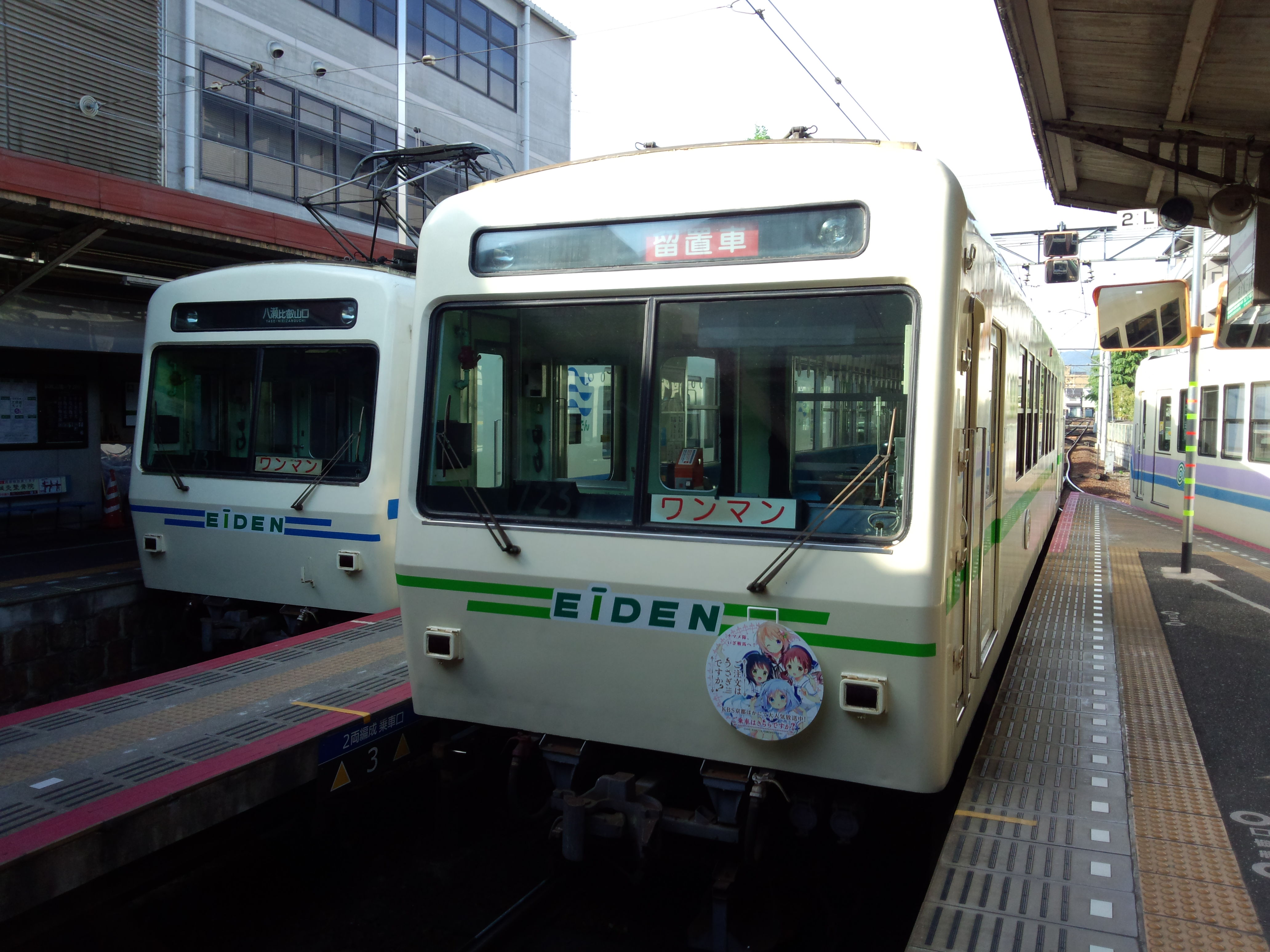
에이덴 700계 편성 열차
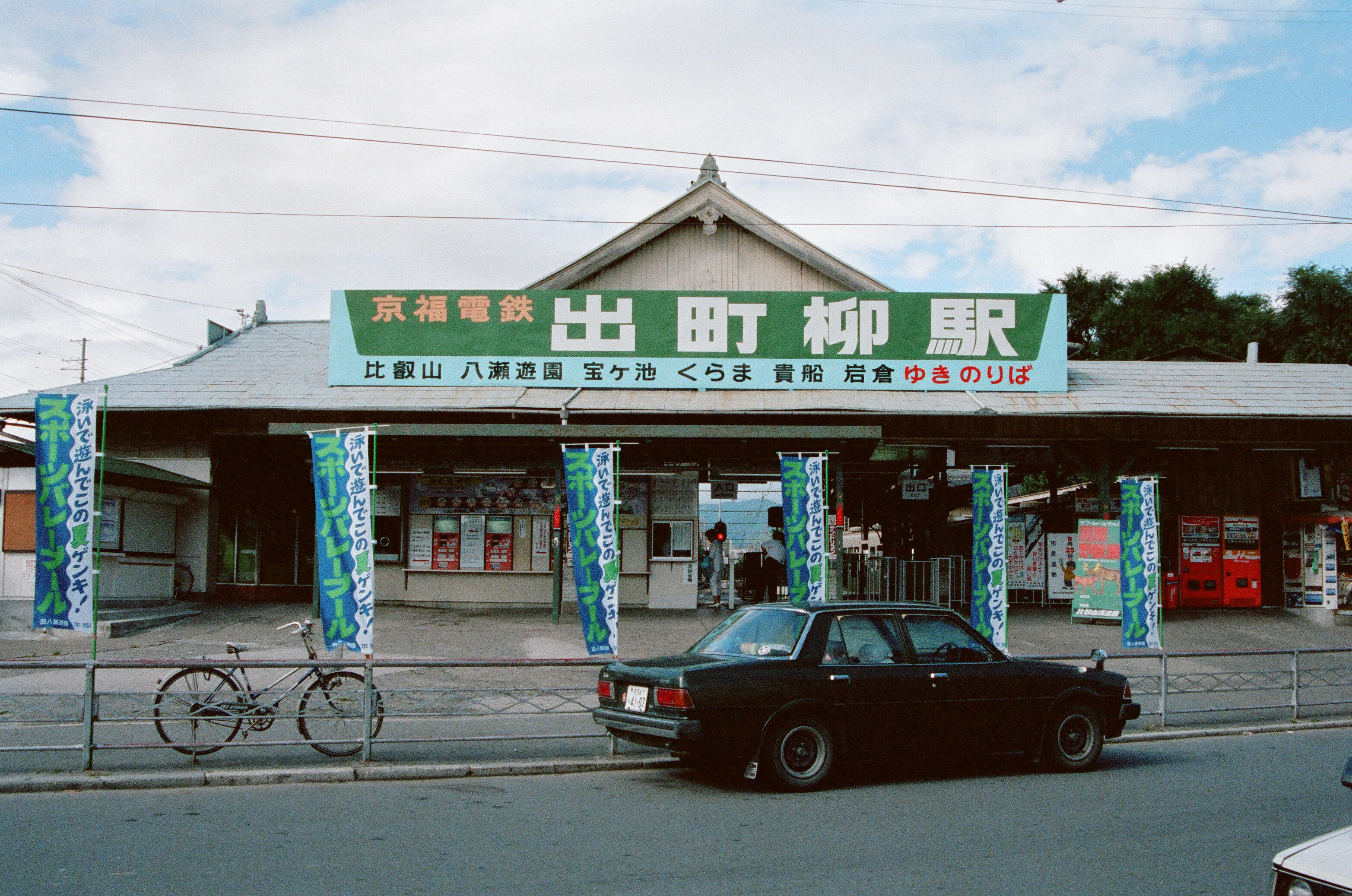
1985년의 데마치야나기 역사

## 인접역
| 에이잔 전철 ■ 에이잔 본선           | 에이잔 전철 ■ 에이잔 본선                                   | 에이잔 전철 ■ 에이잔 본선            |
| ----------------------------------- | ----------------------------------------------------------- | ------------------------------------ |
| 시·종착역                           |                                                             | 모토타나카 E02 야세히에이잔구치 방면 |
| 게이한 전기철도 ■ 오토 선           |                                                             |                                      |
| KH40 산조 요도야바시 방면           | ■ 쾌속 특급 ■ 특급 ■ 통근 쾌속 (평일 하행 운전) ■ 쾌속 급행 | 시·종착역                            |
| KH41 진구마루타마치 요도야바시 방면 | ■ 급행 ■ 통근 준특급 (평일 하행 운전) ■ 준특급 ■ 보통       | 시·종착역                            |